# Erweiterte Analogie
|                                     | Dieser Artikel wurde im Portal Logik zur Verbesserung eingetragen. Hilf mit, ihn zu bearbeiten, und beteilige dich an der Diskussion! |
| Vorlage:Portalhinweis/Wartung/Logik | |

Die erweiterte Analogie bezeichnet eine Analogie, in der von der Ähnlichkeit der Erscheinungen auf die Ähnlichkeit in den Ursachen geschlossen wird. Als z. B. im Mittelalter die Ähnlichkeit zwischen dem Fallen der Körper, der Anziehung des Mondes durch die Erde und der Planeten durch die Sonne gefunden wurde, vermutete man analoge Ursachen für diese Erscheinungen.
Eine erweiterte Analogie liegt auch dann vor, wenn von ähnlichen Ursachen auf ähnliche Wirkungen geschlossen wird. Zum Beispiel werden aus der Institution der Leibeigenschaft in einem Lande und ihren Auswirkungen auf die Folgen der Leibeigenschaft in der Ökonomie bei einem anderen Land ähnliche Betrachtungen angestellt.